# Временное правительство
Вре́менное прави́тельство — правительство, создаваемое в стране (или каком-либо её регионе) на время переходного периода или чрезвычайного положения, как правило, при смене политического строя или политического режима, противниками существующей власти (сепаратистами (в регионах и странах), бунтовщиками). 
Временное правительство присваивает себе полномочия до создания постоянного правительства. Временные правительства часто создаются во время гражданской войны или революции (переворота, бунта, восстания и так далее). Временное правительство часто состоит из лиц, которые кажутся народу достойными для выполнения вручённой им задачи. Часто во временное правительство включают представителей бывшей оппозиции или умеренных представителей старого режима.

## Задачи
Задачи временного правительства ограничены: оно должно обеспечить функционирование государства, несмотря на кризисную ситуацию. К важнейшим задачам временного правительства относятся сохранение внутреннего порядка и организация выборов нового правительства или иных легитимных органов власти.

## Временные правительства
Расположены в хронологическом порядке
- Континентальный конгресс Тринадцати колоний (сентябрь 1774 — 1 марта 1781)
- Временное правительство Мексики (1823—1824)
- Временное национальное правительство Польши (1863—1864)
- Временное правительство Испании (1868—1871)
- Метисское временное правительство Северо-Западной республики (1870)
- Парижская коммуна (18 марта — 28 мая 1871)
- Временное правительство Гавайев (1893)
- Временная правящая хунта Панамы (1903—1904)
- Временное правительство Китая (1912)
- Временное правительство Албании (1912—1914)
- Гюмюрджинская республика (1913)
- Республика Центральной Албании (1913—1914)
- Автономная Республика Северного Эпира (1914)
- Администрация Западной Армении (1915)
- Временное правительство Индии (1915)
- Временное правительство национальной обороны (1916)
- Автономная албанская республика Корча (1916—1918)
- Временное правительство Ирландской республики (1916)
- Временное правительство России (1917)
- Временное рабоче-крестьянское правительство (1917—1918)
- Латышский временный национальный совет (1917—1918)
- Литовская Тариба (1917—1920)
- Временное Терско-Дагестанское правительство (1917—1918)
- Совет народных уполномоченных Финляндии (1918)
- Комитет членов Учредительного собрания (1918)
- Государство словенцев, хорватов и сербов (1918)
- Временное правительство Эстонии (1918—1919)
- Временное Сибирское правительство (Дербера) / Временное правительство автономной Сибири (1918)
- Временное Сибирское правительство (Вологодского) (1918)
- Временное областное правительство Урала (1918)
- Временное Всероссийское правительство (Уфимская Директория) (1918)
- Украинская держава (Украинское временное правительство, 1918)
- Временное народное правительство Республики Польша (1918)
- Временное рабоче-крестьянское правительство Украины (1918—1919)
- Национальный комитет Чехословакии (13 июля — 14 ноября 1918)
- Совет народных уполномоченных (Германская империя, 1918—1919)
- Австрийское временное национальное собрание (Австрия, 1918—1919)
- Верхне-австрийское временное земельное собрание (Австрия, Верхняя Австрия, 1918—1919)
- Нижне-австрийский временный ландтаг (Австрия, Нижняя Австрия, 1918—1919)
- Зальцбургское временное земельное собрание (Австрия, Зальцбург, 1918—1919)
- Тирольское временное земельное собрание (Австрия, Тироль, 1918—1919)
- Форарльбергское временное земельное собрание (Австрия, Форарльберг, 1918—1919)
- Юго-Западная Кавказская демократическая республика (1918—1919)
- Временное революционное рабоче-крестьянское правительство Литвы (1918—1919)
- Временное революционное рабоче-крестьянское правительство Белоруссии (1918—1919)
- Временное революционное рабоче-крестьянское правительство Латвии (1918—1920)
- Временное Северное правительство (1918—1920)
- Олонецкое правительство (1918—1920)
- Временное правительство Карелии (1919—1920)
- Народный совет Тюрингии (1920)
- Временный революционный комитет Польши (1920)
- Галицкий революционный комитет (1920)
- Правительство Великого национального собрания Турции (1920—1923)
- Временное правительство Приморской областной земской управы (1920—1921)
- Временное Приамурское правительство (1921—1922)
- Временное якутское областное народное управление (1922)
- Временное правительство Кореи (1919)
- Временное Ферганское правительство (1919)
- Временное правительство Южной Ирландии (1922)
- Временное правительство Второй Испанской республики (14 июня — 9 декабря 1931)
- Временное правительство Северного Китая (1937—1940)
- Временное правительство Литвы (1941)
- Французский комитет национального освобождения (1943—1944)
- Временное правительство Свободной Индии (1943—1945)
- Правительство Итальянской социальной республики (1943—1945)
- Политический комитет национального освобождения (10 марта — 9 октября 1944)
- Польский комитет национального освобождения (21 июля — 31 декабря 1944)
- Демократическое правительство Албании (1944—1946)
- Временное правительство Франции (1944—1946)
- Правительство национального единства Венгрии (1944—1945)
- Временное национальное правительство Венгрии (1944—1945)
- Временное правительство Польской республики (31 декабря 1944 — 28 июня 1945)
- Фленсбургское правительство (1945)
- Временное национальное собрание Чехословацкой Республики (1945)
- Временное правительство Демократической Федеративной Югославии (1945)
- Временное правительство Австрии (1945)
- Временное правительство национального единства Польши (28 июня 1945 — 8 сентября 1947)
- Временное правительство Свободной Кореи (1945—1946)
- Американское военное правительство в Корее (1945—1948)
- Первое правительство Жоржа Бидо (24 июня — 28 ноября 1946 года)
- Временный Народный Комитет Северной Кореи (1946—1948)
- Временное законодательное собрание Южной Кореи (1946—1948)
- Временное демократическое правительство Греции (24 декабря 1947 — 28 августа 1949)
- Временное правительство Израиля (1948—1949)
- Временное центральное правительство Вьетнама (1948—1949)
- Временное правительство Сирийской Арабской республики (1949)
- Правительство Андраша Хегедюша (18 апреля 1955 года — 24 октября 1956)
- Второе правительство Имре Надя (24 октября — 2 ноября 1956)
- Третье правительство Имре Надя (2 — 12 ноября 1956)
- Революционное рабоче-крестьянское правительство Венгрии (1956—1958)
- Временное правительство Алжира (1958—1962)
- / Временная турецкая администрация Кипра (1967—1971)
- Военный комитет национального освобождения (1968—1979)
- Временное правительство Республики Южный Вьетнам (1969—1976)
- Временное правительство Бангладеш (1970—1972)
- Совет национального спасения (Португалия) (25 апреля 1974 — 14 марта 1975)
- Временный военно-административный совет (1974—1987)
- Революционный совет Португалии (14 марта 1975 — 30 октября 1982)
- Временное правительство Ирана (1979)
- Правительственная хунта национального возрождения (1979—1985)
- Переходное правительство национального согласия Чада (1979—1982)
- Военный совет национального спасения (1981—1983)
- Коалиционное правительство Демократической Кампучии (1982—1993)
- Переходное правительство национального согласия Намибии (1985—1989)
- Временное правительство Филиппин (25 февраля 1986 — 2 февраля 1987)
- Национальный правительственный совет  Франции (1986—1988)
- Национальный совет Гаити (1986—1988)
- Исполнительный комитет Организации Освобождения Палестины (с 1988 года)
- Государственный совет мира и развития (1988-2011)
- Фронт национального спасения Румынии (1989)
- Переходное Правительство Эфиопии (1991—1995)
- Временное правительство Сомали (1991—1997)
- Государственный комитет по чрезвычайному положению (1991)
- Военный совет Грузии (6 января — 10 марта 1992)
- Государственный совет Грузии (10 марта — 16 октября 1992)
- Временное правительство Эритреи (с 1993)
- Палестинская национальная администрация (1994 — 5 января 2013)
- Временное правительство национального единства и национального спасения Камбоджи (1994—1998)
- Переходное национальное правительство Сомали (2000—2004)
- Временная администрация Афганистана (2001—2002)
- Переходное Исламское Государство Афганистан (2002—2004)
- Переходное правительство Демократической Республики Конго (2003—2006)
- Временная коалиционная администрация Ирака (2003)
- Национальное переходное законодательное собрание Либерии (октябрь 2003 — январь 2006)
- Переходное федеральное правительство Сомали (2004—2012)
- Совет административных реформ Таиланда (2006)
- Высшая переходная администрация Мадагаскара (17 марта 2009 — 25 января 2014)
- Временное правительство Киргизии (7 апреля — 14 июля 2010)
- Переходное техническое правительство Киргизии (14 июля — 17 декабря 2010)
- Высший совет Вооружённых сил Египта (2011—2012)
- Переходный национальный совет Ливийской республики (2011—2012)
- Правительство Лукаса Пападимоса (11 ноября 2011 — 17 мая 2012)
- Правительство Панайотиса Пикрамменоса (17 мая — 21 июня 2012)
- Временное правительство Независимой республики Азавад (2012)
- Временное правительство Сирии (18 марта 2013 — 31 января 2025)
- Первое правительство Яценюка (2014)
- Правительство Алексиса Ципраса (январь 2015 года)
- Переходный национальный совет Йеменской республики (с 5 февраля 2015)
- Революционный комитет Йемена (6 февраля 2015 — 15 августа 2016)
- Верховный Политический Совет Йемена (с 6 августа 2016)
- Южный Переходный Совет (с 4 апреля 2017)
- Временное правительство Амбазонии (с 31 ноября 2017)
- Правительство спасения Сирии (2017—2024)
- Переходное правительство Венесуэлы (2019—2022)
- Переходное правительство Гаити (с 2019)
- Переходный Военный Совет Судана (11 апреля — 20 августа 2019)
- Переходный военный совет Чада (20 апреля 2021 — 10 октября 2022)
- Суверенный совет Судана (20 августа 2019 — 25 октября 2021)
- Правительство Жанин Аньес (12 ноября 2019 — 14 ноября 2020)
- Координационный совет белорусской оппозиции (с 18 августа 2020)
- Национальный комитет спасения народа (19 августа 2020 — 18 января 2021)
- Координационный совет оппозиции Кыргызстана (с 6 октября 2020)
- Правительство национального единства (Ливия) (с 10 марта 2021)
- Правительство национального единства Мьянмы (с 16 апреля 2021)
- Временное правительство Мьянмы (с 1 августа 2021)
- Временное правительство Афганистана (с 15 августа 2021)
- Национальный комитет примирения и развития (с 5 сентября 2021)
- Переходный суверенный совет Судана (с 11 ноября 2021)
- Патриотическое движение за защиту и восстановление (с 24 января 2022)
- Президентский руководящий совет Йемена (с 7 апреля 2022 )
- Объединённый переходный кабинет Беларуси (с 9 августа 2022)
- Национальный переходный совет Чада (с 10 октября 2022)
- Национальный совет по охране Родины (с 26 июля 2023)
- Комитет по переходному периоду и восстановлению институтов (30 августа 2023 — 2 мая 2025)
- Временное правительство Бангладеш (с 5 августа 2024)
- Первое переходное правительство Сирии (9 декабря 2024 — 29 марта 2025)
- Второе переходное правительство Сирии (с 29 марта 2025)